# Acamptopappus
Acamptopappus é um género botânico pertencente à família Asteraceae.
Algumas espécies de Acamptopappus são usadas como alimento de larvas das espécies Lepidoptera.
Suas espécies são nativas dos desertos do sudoeste da América do Norte.

## Espécies
Há duas espécies reconhecidas:
- Acamptopappus shockleyi A.Gray
- Acamptopappus sphaerocephalus (Harv. & A.Gray) A.Gray